# Saint François Longchamp
Saint François Longchamp is een commune nouvelle in het Franse departement Savoie regio Auvergne-Rhône-Alpes die deel uitmaakt van het arrondissement Saint-Jean-de-Maurienne.
De gemeente is op 1 januari 2017 gevormd door de fusie van Montaimont, Montgellafrey en Saint-François-Longchamp.
1. ↑  Populations de référence 2022.